# دينا عصمت
دينا عصمت والي (24 ديسمبر 1984 -) إعلامية مصرية.

## حياتها ونشأتها
ولدت في 24 ديسمبر 1984 بحى مصر الجديدة، محافظة القاهرة وتعتبر الأخت الوسطي من حيث الترتيب، لها اخان تخرجا من كلية الهندسة واختان تخرجتا من كلية التجارة-إنجليزي، مارست رياضة السباحة والكاراتيه، أنضمت لمنتخب مصر للكاراتيه في سن 14 عاماً، درست بكلية الإعلام جامعة القاهرة (2003 - 2007)، وكان لها دور ملموس في النشاط الرياضى والثقافى اثناء الدراسة ومثلت الجامعة في منافسات عدة.

## مسيرتها
عملت للمرة الأولي في مجلة «زهرة الخليج» حينما كانت تبلغ من العمر 17 عاماً، وكان أول ظهور لها تلفزيونياً في سن 18 عاماً علي شاشة البغدادية أثناء دراسة الإعلام، وبعد أن تخرجت عملت بالقناة اللبنانية الليبية «الساعة».
وبعدها رُشحت للعمل بقناة بي بي سي وسافرت إلي لندن ولكنها عادت إلي مصر لانها لم تستطيع التكيف وعملت بقناة أون تي في
ثم أفتتحت أون تي في لايف والتي كان لدينا عصمت بصمة كبيرة في تغطية ثورات الربيع العربي والتي كانت متخصصة أنذاك في شؤون البلاد العربية كسوريا وليبيا واليمن تحديداً.
قامت دينا عصمت بتغطية لحظة سقوط الرئيس الليبي الأسبق «معمر القذافي» وأثناء القبض عليه ومقتله مع الزميل طارق عبد الجابر لمدة ثماني ساعات متواصلة
وبعدها أنتقلت إلي العمل في قناة ART ببرنامج «إيه أر تي ويك أند» مع الإعلامي كريم كوجك وهو كان يعتبر برنامج إخباري اجتماعي فني عملت في إيه أر تي
بعدها أنتقلت إلي قناة «MBC مصر» في بداية 2013 وعملت من دبي لفترة ثم عادت مرة أخرى إلي مصر وعملت في برنامج «أحسن ناس» بالإضافة إلي التغطية الإخبارية المستمرة أبرزهم «فض اعتصام رابعة والنهضة».
وكان لتغيير الإدارة وتوجهات قناة MBC مصر أثر كبير لترك دينا عصمت القناة مع مجموعة كبيرة من الاعلاميين مثل الاعلامية مني الشاذلي، ثم أنتقلت دينا للعمل بقناة CBC بجانب عدد كبير من الإعلاميين.

## أبرز المحطات الإعلامية
في قناة ONTV أثناء عملها في برنامج «صباح أون» بجانب الإعلامي يوسف الحسيني وتغطية ثورات الربيع العربي وكافة الإستحقاقات الانتخابية في مصر بداً من الإستفتاء علي الدستور في حكم المجلس العسكري بعد ثورة 25 يناير ومروراً بالانتخابات الرئاسية والبرلمانية والإستفتاء علي الدستور 2012 والتعديلات علي دستور 2012 في 14/15 يناير ثم إقراره في 2014
وبرنامج «إيه أر تي ويك أند» علي قناة ART
وبرنامج «أحسن ناس» التي كانت تقدمه بجانب الإعلامي هشام عاصي علي قناة MBC مصر
وفض اعتصامي رابعة والنهضة أثناء عملها في أم بي سي مصر
ثم أنتقلت للعمل بقناة CBC Extra من خلال برنامج «بث مباشر» في بداية عام 2014.